# Podalyria burchellii
Podalyria burchellii là một loài thực vật có hoa trong họ Đậu. Loài này được DC. miêu tả khoa học đầu tiên.